# کیتی ناژوت
کیتی ناژوت (انگلیسی: Katie Nageotte؛ زادهٔ ۱۳ ژوئن ۱۹۹۱) ورزشکار پرش با نیزه اهل ایالات متحده آمریکا است.
وی در مسابقات کشوری و بین‌المللی در مجموع برندهٔ ۲ مدال طلا، ۲ مدال نقره، ۱ مدال برنز شده‌است.